# Добеф Сервил
Добеф Сервил (фр. Daubeuf-Serville) насеље је и општина у северној Француској у региону Горња Нормандија, у департману Приморска Сена која припада префектури Авр.
По подацима из 2011. године у општини је живело 378 становника, а густина насељености је износила 48,77 становника/km². Општина се простире на површини од 7,75 km². Налази се на средњој надморској висини од 50 метара (максималној 132 m, а минималној 60 m).

## Демографија
| 1962. | 1968. | 1975. | 1982. | 1990. | 1999. | 2011. |
| ----- | ----- | ----- | ----- | ----- | ----- | ----- |
| 340   | 349   | 334   | 412   | 358   | 322   | 378   |

График промене броја становника у току последњих година